# Zorana Pavić
Zorana Pavić (Beograd, 9. jun 1965) srpska je pop-rok pevačica.

## Biografija
Završila je pedagošku akademiju i srednju muzičku školu. Svira harmoniku. Još u srednjoj školi je imala rock bend koji se zvao Baby blue. U grupi Frenki provela nekoliko godina, snimila dva albuma i kao član grupe bila gost na zadnjoj turneji legendarnog Đorđa Marjanovića po tada Sovjetskom Savezu.
Prvi solo nastup imala je na prestižnom festivalu "Mesam", a potom predstavljala Beograd na Jugoviziji koja je održana 1991. Osvaja šesto mesto, ali uprkos tome što nije pobedila, dobija poziv od Zorana Predića, da se po želji Ahmet Sana, vlasnika festivala Çeşme, pojavi na istom i brani boje svoje zemlje. Pobeđuje na istom, braneći tada, još uvek jugoslovenske boje.
Objavila je devet albuma. U eri devedesetih dens muzike otpevala mega hitove, kao što su „Žetva“, „Hoću da sam slobodna“... Napravila prvi koncert u Sava centru 1998. godine, koji će biti upamćen, sem po fantastičnoj atmosferi, specijalnim svetlosnim efektima, gostima iz inostranstva - grupa „Bellini“. A sigurno i po izvođenju pesme „Nekako s' proleća“ u neponovljivoj formaciji Bjela - Koja - Zorana.
Kada je u pitanju pop muzika, definitivno pesme koje će ostati su „Sanjam te još“, „Ne dam ti da ostariš“ i njena omiljena „Da mi ime ne zaboraviš“... pesme koje je njena publika horski pevala na njenom drugom koncertu u Sava centru 2008 godine. Održala je koncert u Bugarskoj u Varni, na njihovom pop festivalu. Uradila je album "Made In Serbia" sa izvornim pesmama u pop aranžmanima 2006. Isprativši album spotom za prelepu kosovsku pesmu Bolna Ljuba.
Snimila čak 15 dueta: sa glumcima (Dragan Gaga Nikolić, Dragan Bjelogrlić Bjela, Nikola Kojo Koja), sa sportistima (Mateja Kežman, Đorđe Pantić i Aleksandar Šapić) i sa pevačima (Gale Kerber, Tijana Dapčević, Extra Nena, Jellena, Gordana Goca Lazarević, Marina Živković, Jovana Pajić i Dača Duck). Uradila je preko 50 spotova, o mnogima se pričalo. Izdala tri DVD-ja, od kojih je jedan monodrama „Kad žena voli“ (2005), koju je sama napisala i izvela.
Posle svega, svoje kreativno utočište je našla u saradnji sa sjajnim bendom Old hat orchestra, stvorili su „Muzički kabare“. Pregršt puta pevala na Kosovu i Metohiji i u Republici Srpskoj. Zorana radi i svoju autorsku emisiju "Još jedan krug sa Zoranom", koja se već drugu sezonu emituje na Televiziji BN.

## Diskografija i DVD izdanja
- Kada O Tebi Mislim (1991)
- Kao Lavina (1993)
- Sunce u očima (1995)
- Jedina (1996)
- Ljubav Nema Vlasti (1997)
- The Best Of Zorana (1998)
- Nežno & Opasno (1999)
- Za Ljubav Stvorena (2001)
- Kad Žena Voli (2003)
- Sama Među Ljudima DVD (2004)
- Zorana Pavić U Priči "Kad Žena Voli" DVD (2005)
- Made In Serbia (2006)
- Da Mi Ime Ne Zaboraviš (2008)
- Zorana Live DVD (2009)

## Festivali
- 1990. Jedan je tužan broj
- 1991. Nema noći
- 1992. Umiru za tobom vene
- 1996. Tamo, tamo daleko, četvrto mesto

Beovizija:
- 2004. Lepo vreme u Beogradu

Radijski festival, Srbija:
- 2005. I bogati plaču
- 2006. Nije ti to suđeno (duet sa Snežanom Berić - Ekstra Nenom)

Pjesma Mediterana, Budva:
- 1995. Hoću da sam slobodna

Sunčane skale, Herceg Novi:
- 1996. Rat i mir
- 1997. Hoću da umrem dok me voliš, pobednička pesma
- 2002. Sama mađu ljudima

Jugoslovenski izbor za Evrosong:
- 1989. Reka bez povratka (kao vokal grupe Frenki), Novi Sad '89
- 1991. Ritam ljubavi, Sarajevo '91

Međunarodni pop festival, Çeşme (Turska):
- 1991. Rhytm of love, pobednička pesma

 Makfest, Štip:
- 1991. Dijana